# 蔻驰

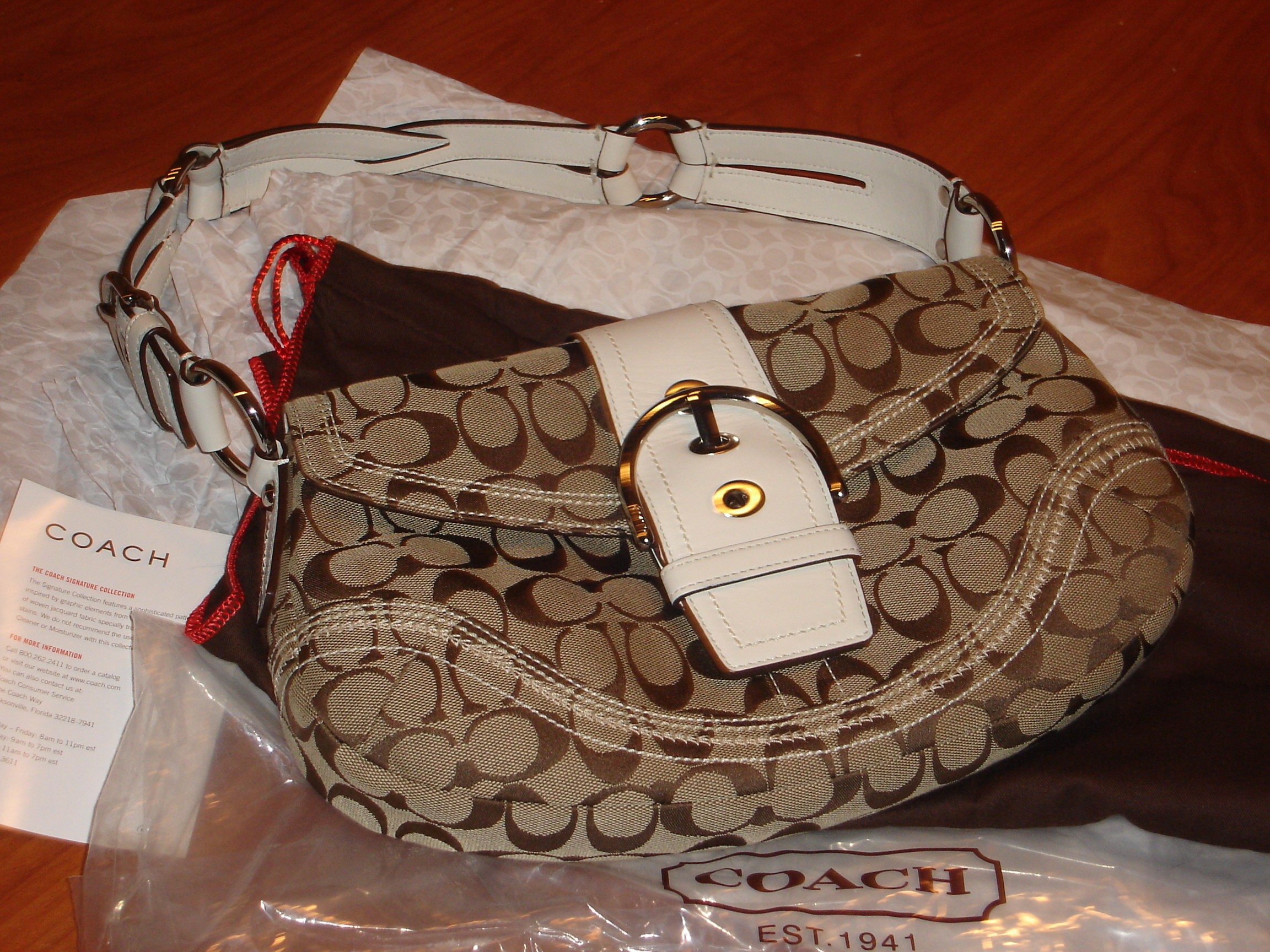
Coach 手袋

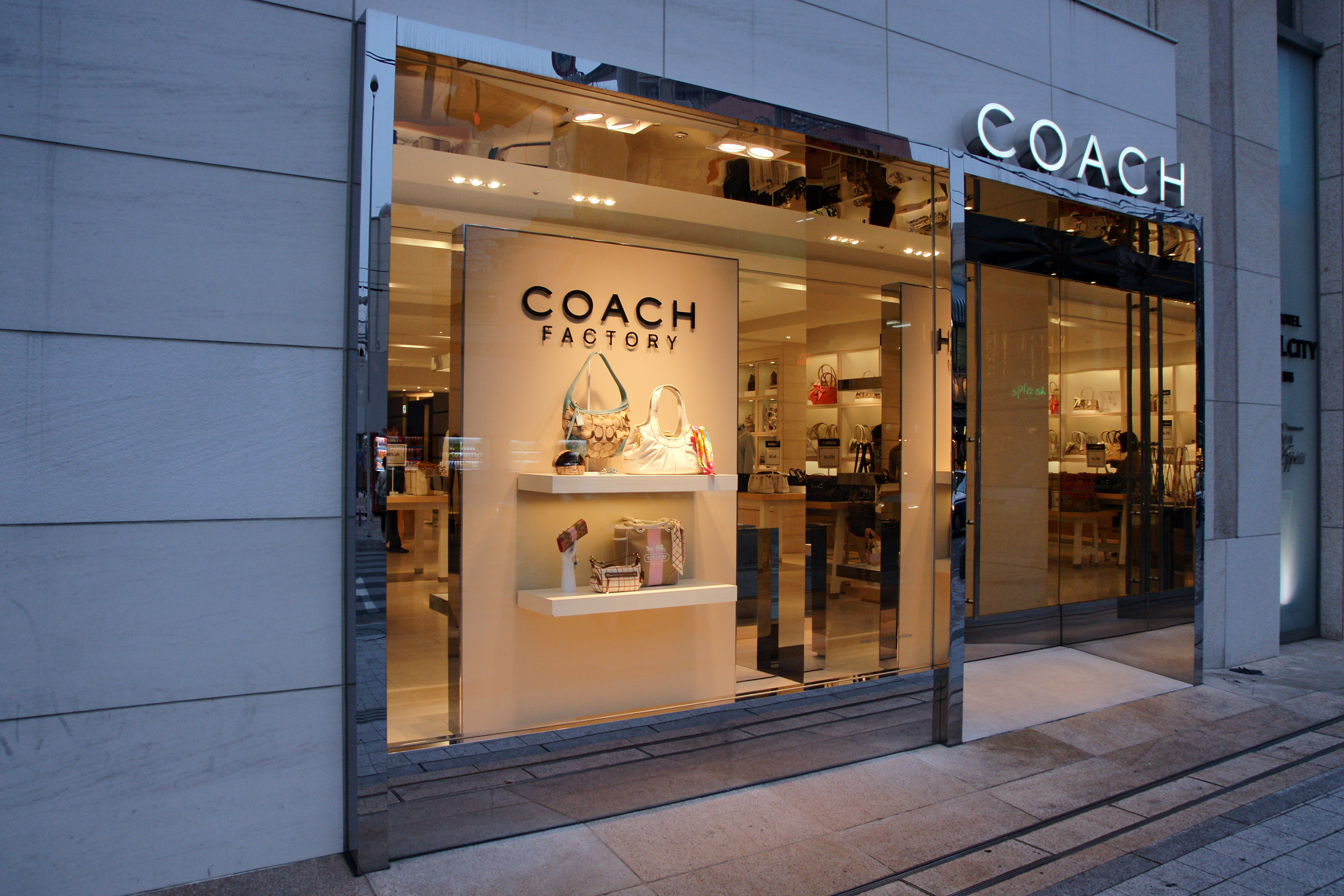
位於沖繩縣那霸市國際大街（国際通り）的Coach專店

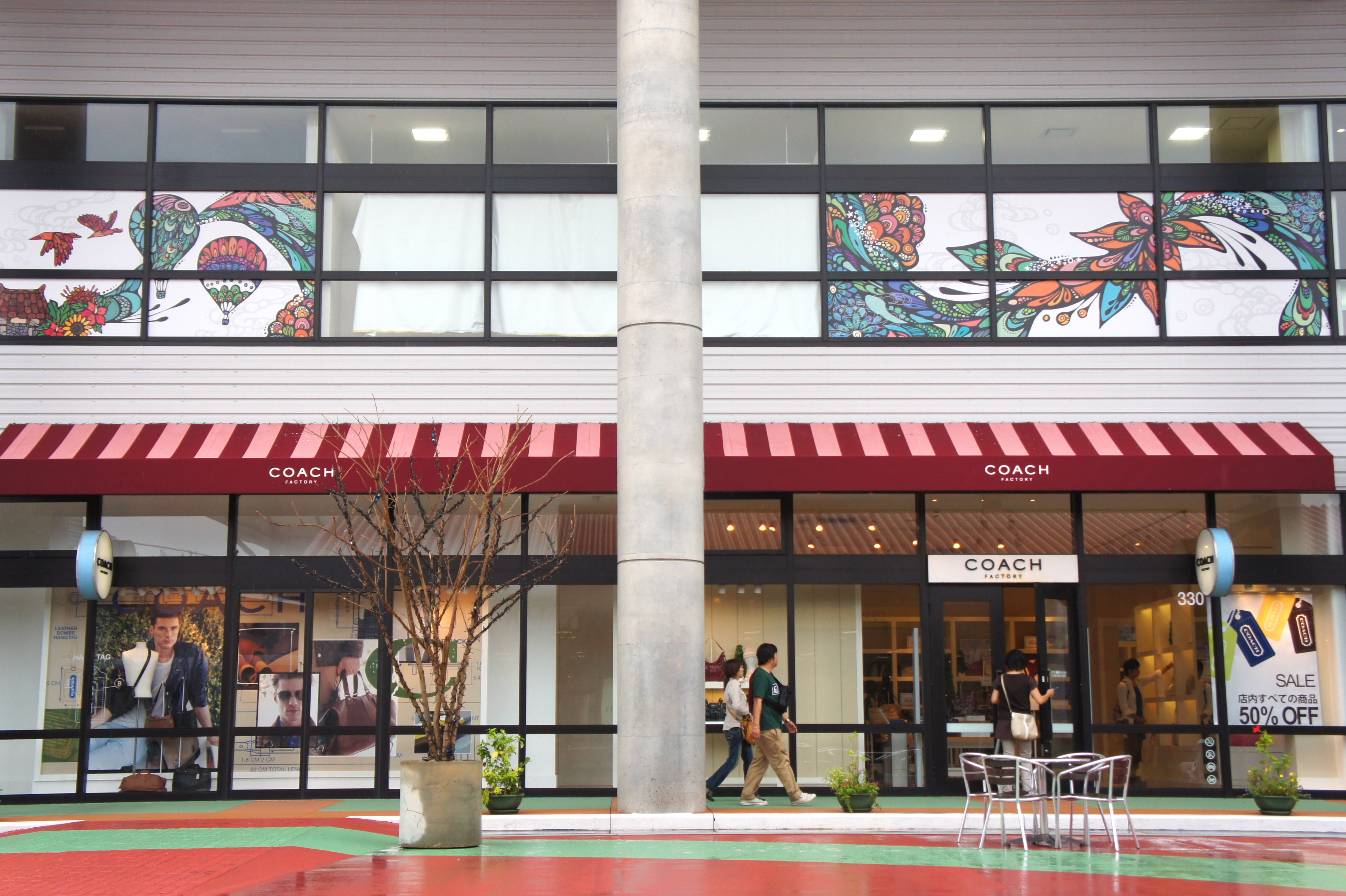
位於沖繩縣豐見城市Okinawa Outlet Mall Ashibinaa 的Coach Factory

蔻馳公司，簡稱Coach、Coach公司以及蔻驰（英語：Coach Inc.，：TPR、港交所除牌前6388.HK），在1941年，於美國紐約總部設立Gail Manufacturing Company。主要生產皮革、手袋、公文包、皮鞋等各類產品。
由於2011年12月1日，在香港交易所主板上市，屬於不涉及發行新股關係，加上以香港預託證券作第二上市，故此是以介紹形式上市作準則。其發行股數為2.93億股。另外，也是紐約證券交易所上市。現時銷售中国、美國、日本、法國等國家。
在台灣設立荷蘭商蔻馳皮件股份有限公司台灣分公司。
產品包括手袋、男、女裝小皮具、公文袋、周末及旅行用配件、鞋履、配錶、外套、絲巾、太陽眼鏡、香氛、珠寶及其他相關配飾。
在台員工數約為400人。
2015年1月7日，蔻馳以最多5.74億美元的價格，從私募股權投資公司Sycamore Partners手中收購奢侈鞋品牌Stuart Weitzman。
2017年5月8日，蔻馳以每股18.5美元作價，涉資24億美元（約187.2億港元）收購Kate Spade。
2017年10月11日蔻馳宣布，將從10月31日起正式更名為「Tapestry」，以反映集團已發展為不僅止於單一品牌的時尚精品集團，在紐約證券交易所所用代碼也將從現行「COH」改為「TPR」。
2017年11月，蔻馳宣布有意取消香港預託證券的上市地位。
2018年，品牌為慶祝與Keith Haring的聯乘系列，特意把位於香港灣仔的利東街變成一條互動的藝術大道。大道內有該聯乘系列的慈善展覽，亦有不同的數碼互動遊戲如VR game和gif selfie booth。而當中所售與Keith Haring的聯乘系列均為義賣品，所得收益全數會用作捐款給慈善機構。

## 争议
2018年5月，有中國网友发现蔻馳的部分T恤设计将香港、澳门和台湾列为国家，涉中國一中主權問題。2019年8月，蔻驰就此事发表声明，指「在2018年5月，发现几款T恤设计存在重大失误，深刻认识到问题的严重性，立刻采取紧急措施，主动在全球范围的所有渠道将所涉商品下架」；声明还表示已对相关网站的内容进行全面审视及修改。

## 連結
- 官方网站